# Raduhn
Raduhn is een Ortsteil van de Duitse gemeente Lewitzrand in het westen van de Landkreis Ludwigslust-Parchim in Mecklenburg-Voor-Pommeren. De plaats ligt 15 kilometer westelijk van Parchim en 14 km zuidelijk van Crivitz.
Raduhn werd in 1264 als Radun voor het eerst officieel genoemd. De naam stamt van het Slavische woord radŭ voor vrolijk af of hij werd naar de Slavische verpachter Radon of Radun benoemd Plaats van Radon, Radun. De gemeente verloor haar zelfstandigheid tegelijk met de gemeentelijke verkiezingen op 7 juni 2009, toen de gemeenten Raduhn, Matzlow-Garwitz en Klinken fuseerden tot de nieuwe gemeente Lewitzrand.

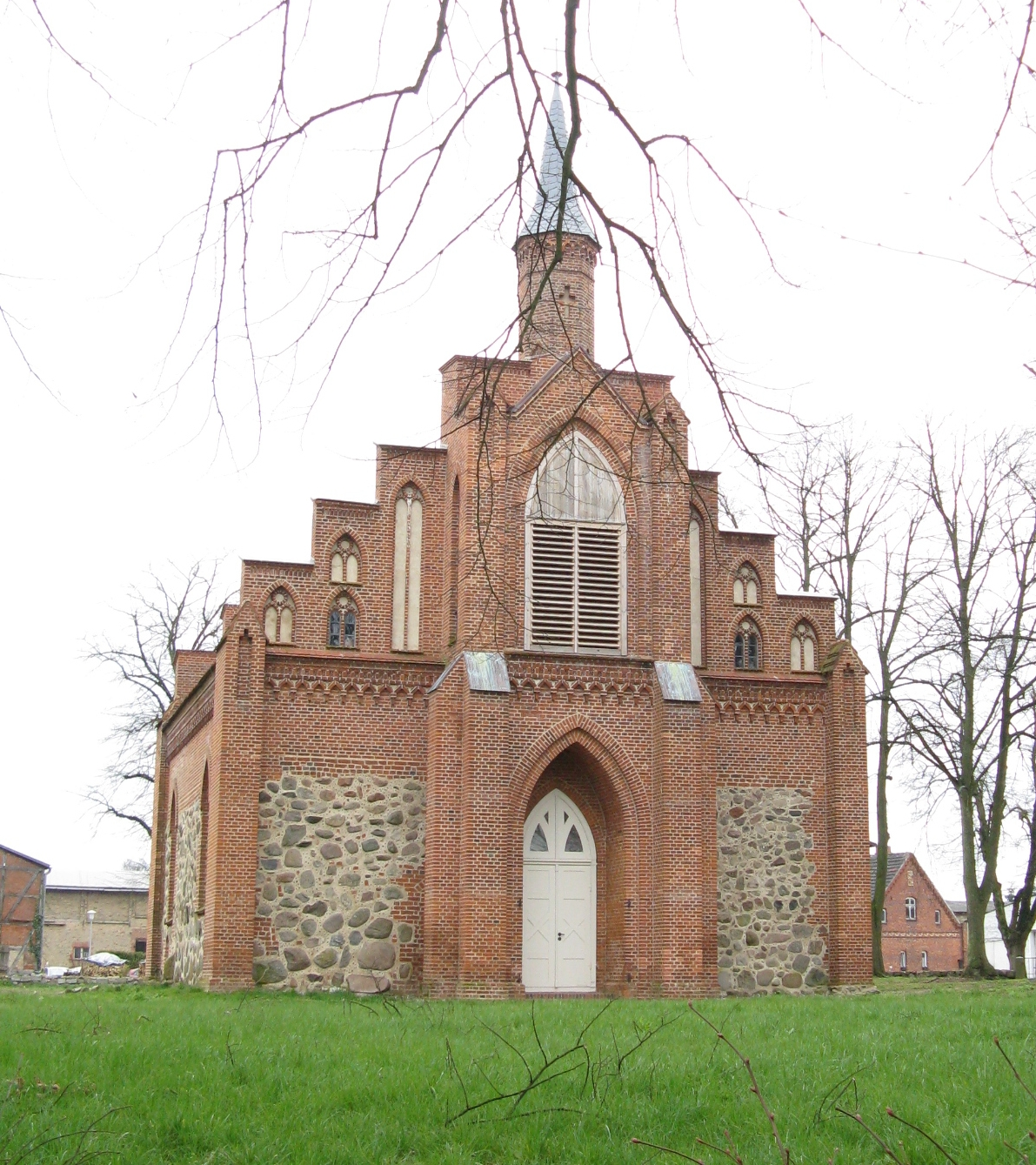
Kerk in Raduhn